# Museu Municipal de Portalegre
O Museu Municipal de Portalegre foi criado em 1918, dentro do espírito da 1ª República, sendo a sua colecção mais importante a de Arte Sacra.

## Historial
O museu começou por funcionar numa sala dos Paços do Concelho (sede da câmara municipal), resumindo-se o seu espólio de então a uma pequena colecção de Arte sacra.
Em 1932 foi transferido para a igreja do convento de São Bernardo, onde então se encontrava aquartelado o Batalhão de Caçadores nº 1. A dificuldade na realização de visitas determinou a sua transferência em 1959 para uma casa nobre do século XVI situada junto à Sé que tinha sido em tempos o seminário diocesano. Nese mesmo ano foram iniciadas obras de adaptação, que foram concluídas dois anos depois, tendo a inauguração oficial decorrido em 28 de Maio de 1961.
Na sequência da doação de doações importantes, são realizadas obras de ampliação em 1965. Com a saída da Biblioteca Municipal de Portalegre do edifício em 1982, o museu é novamente ampliado.

## Colecções
- Arte Sacra — É a colecção mais importante do museu, tanto em quantidade de peças como em relevância. Na sua maior parte é proveniente dos conventos mais importantes conventos da cidade — Santa Clara (século XIV) e São Bernardo — e de doações de particulares. Destacam-se, entre outras, uma escultura indo-portuguesa em marfim de Nossa Senhora da Conceição, uma Pietá flamenga do século XV, uma estante de missal Namban do século XVI e um retábulo do mesmo século com passagens da vida de Cristo em terracota policromada.[1]
- Faiança portuguesa — As peças expostas permitem acompanhar a história da faiança feita em Portugal, desde o século XVII até ao início do século XX. Destacam-se as peças de louça azul e branca feita de influência oriental e os curiosos pratos "ratinhos", expressão dos migrantes sazonais que se deslocavam das Beiras para o Alentejo na época das ceifas.
- Mobiliário — Predominam os estilos D. João V e D. José, peças góticas. Há ainda a destacar um armário renascentista em carvalho do norte.
- Pintura — Destacam-se diversas obras de artistas portugueses contemporâneos, como Manuel d'Assumpção, João Tavares, Arsénio da Ressurreição, Benvindo Ceia, Abel Santos e Artur Bual.
- Santo António's — Constituída por mais de 700 peças em vários suportes.
- Caixas de rapé —  em prata e outros materiais.

Está ainda exposto o primeiro automóvel que circulou em Portalegre, uma voiturette da fábrica francesa Clément, Gladiator & Humber.